# Церковь Николы со Усохи
Церковь Николы со Усохи (Храм Николая Чудотворца со Усохи, Никола в Опоках) — православный храм в Пскове. Памятник истории и культуры федерального значения XV—XVI веков. Находится в Среднем городе.
Церковь была воздвигнута рядом с усохой — высохшим болотом или высохшей речкой. Была главным (кончанским) храмом Опочского конца Пскова.

## Описание

### Размеры
Четверик — 20×16 м. Высота с главой — около 40 м. Ширина с северным притвором — 22 м. Длина с западным притвором и крыльцом — 32 м.

## История
- Первое упоминание о каменной Никольской церкви относится к 1371 году.
- Никольская церковь была центром Опоцкого конца между рекой Великой и Великой (ныне — Советской) улицей[2].
- 1535—1536 года. Обветшавший храм XIV века сломан и на его месте поставлен ныне существующий.
- По преданию «Грозный царь, в бытность свою в Пскове после Новгородского разгрома, приказал отрубить уши большому колоколу, от звона которого испугался под ним конь. Во время экзекуции, из ушей колокола потекла кровь…».
- 1780 год. Разобрана двухпролётная звонница. Построена колокольня у юго-восточной стороны.
- 1941—1944 года. Церковь сильно пострадала в годы Великой Отечественной войны.
- Постановлением Совета Министров РСФСР № 1327 от 30 августа 1960 года. храм взят под охрану государства как памятник республиканского значения.

## Возрождение

### Реставрация
- 1945—1947 года. По проекту архитектора Юрия Спегальского.

Разобрана колокольня конца XVIII века. Восстановлено восьмискатное покрытие четверика.
- 1964—1966 года. По проекту архитектора Юрия Спегальского и Бориса Скобельцына.

Воссоздана звонница на северной стене.

### Церковная жизнь
- В ноябре 2005 года по благословению Архиепископа Псковского и Великолукского Евсевия настоятелем храма был назначен священник Александр Ермолаев.
- 22 мая 2008 года впервые за 80 лет в храме прошла Божественная литургия. Службу и крестный ход возглавил митрополит Евсевий.

## Правовое положение
Решением 43-й сессии комитета всемирного наследия ЮНЕСКО 7 июля 2019 года внесена в список всемирного наследия ЮНЕСКО (в списке храмов псковской архитектурной школы).

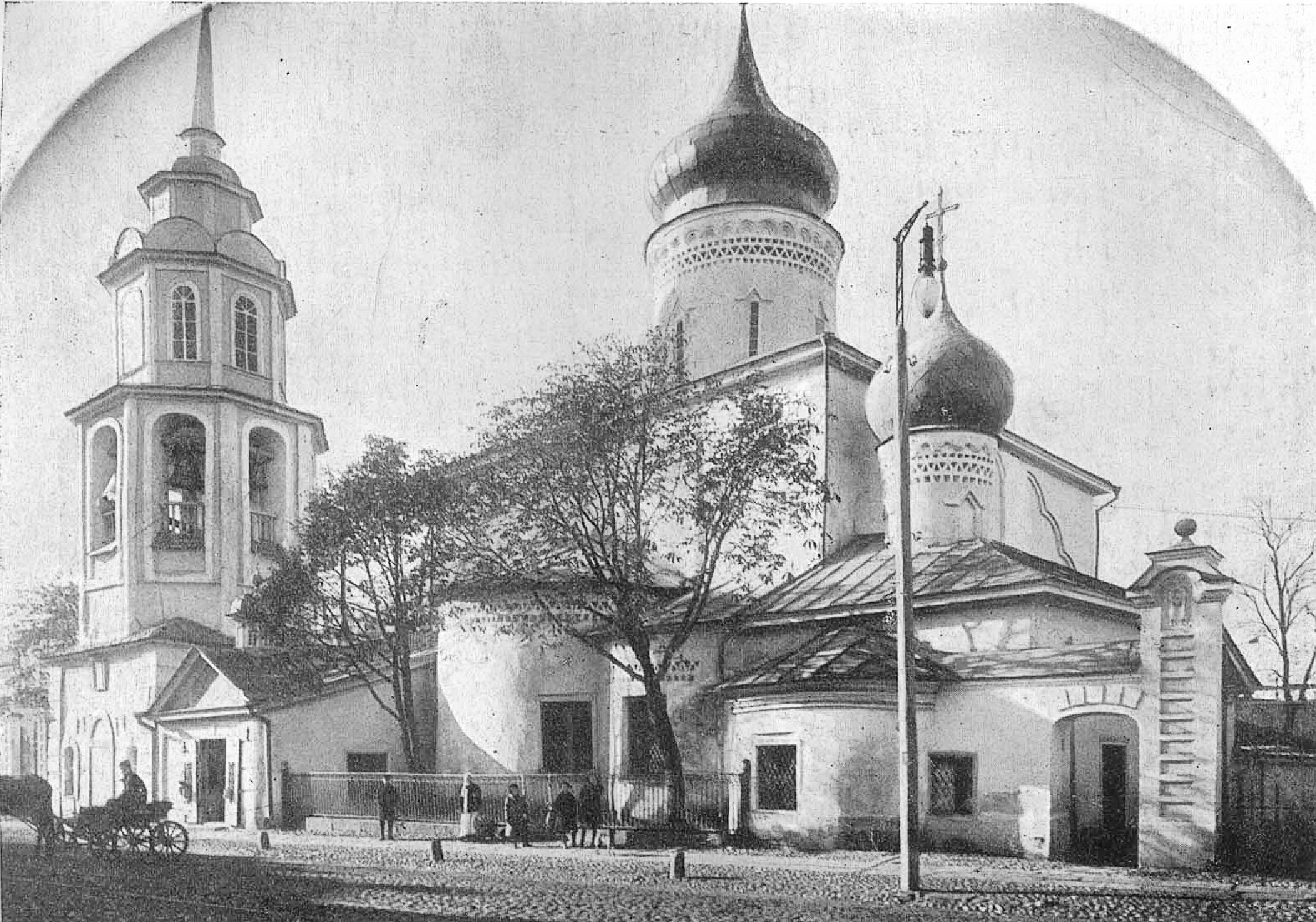
Фотография начала XX века
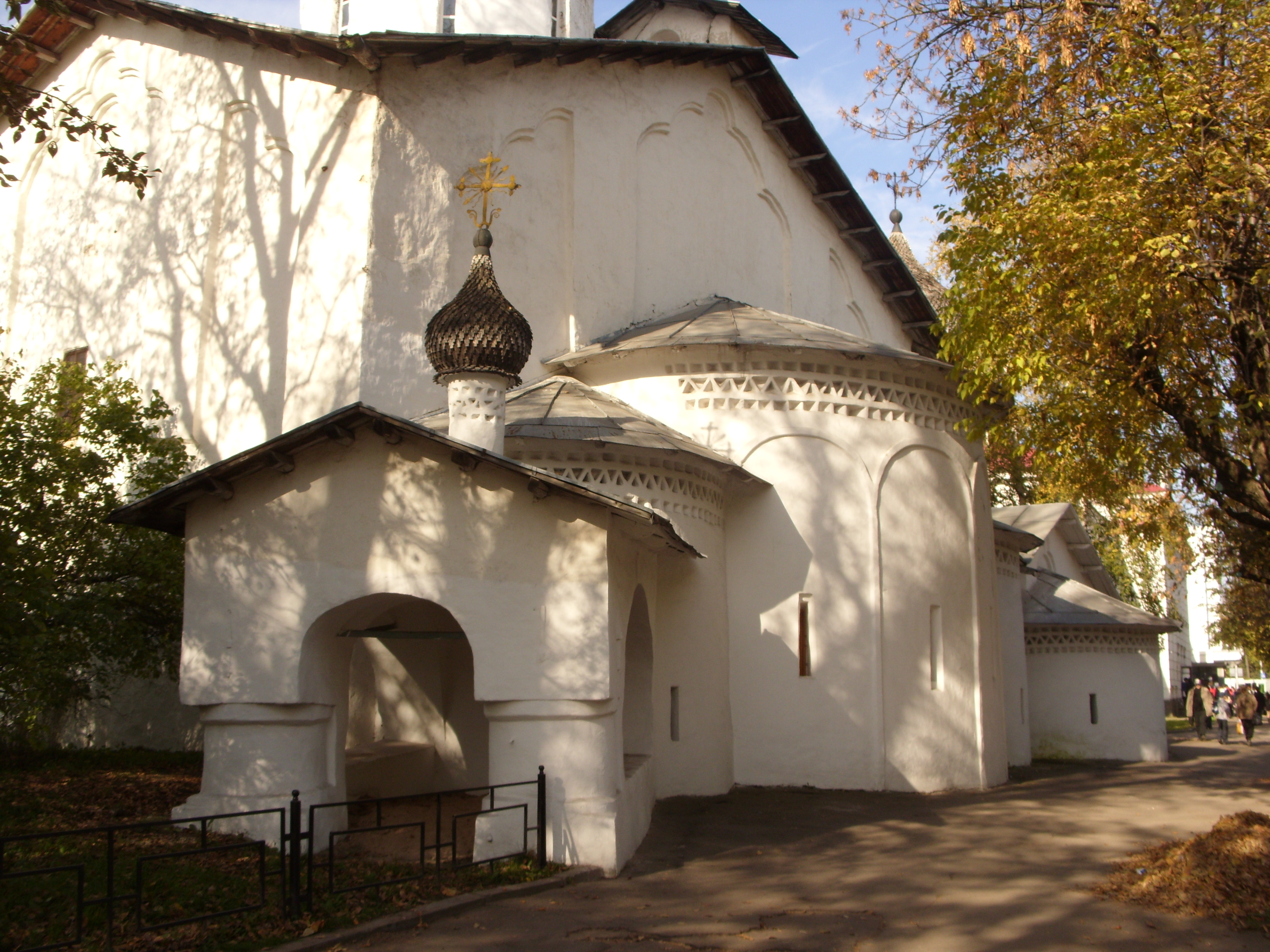
Часовня. 2010 год
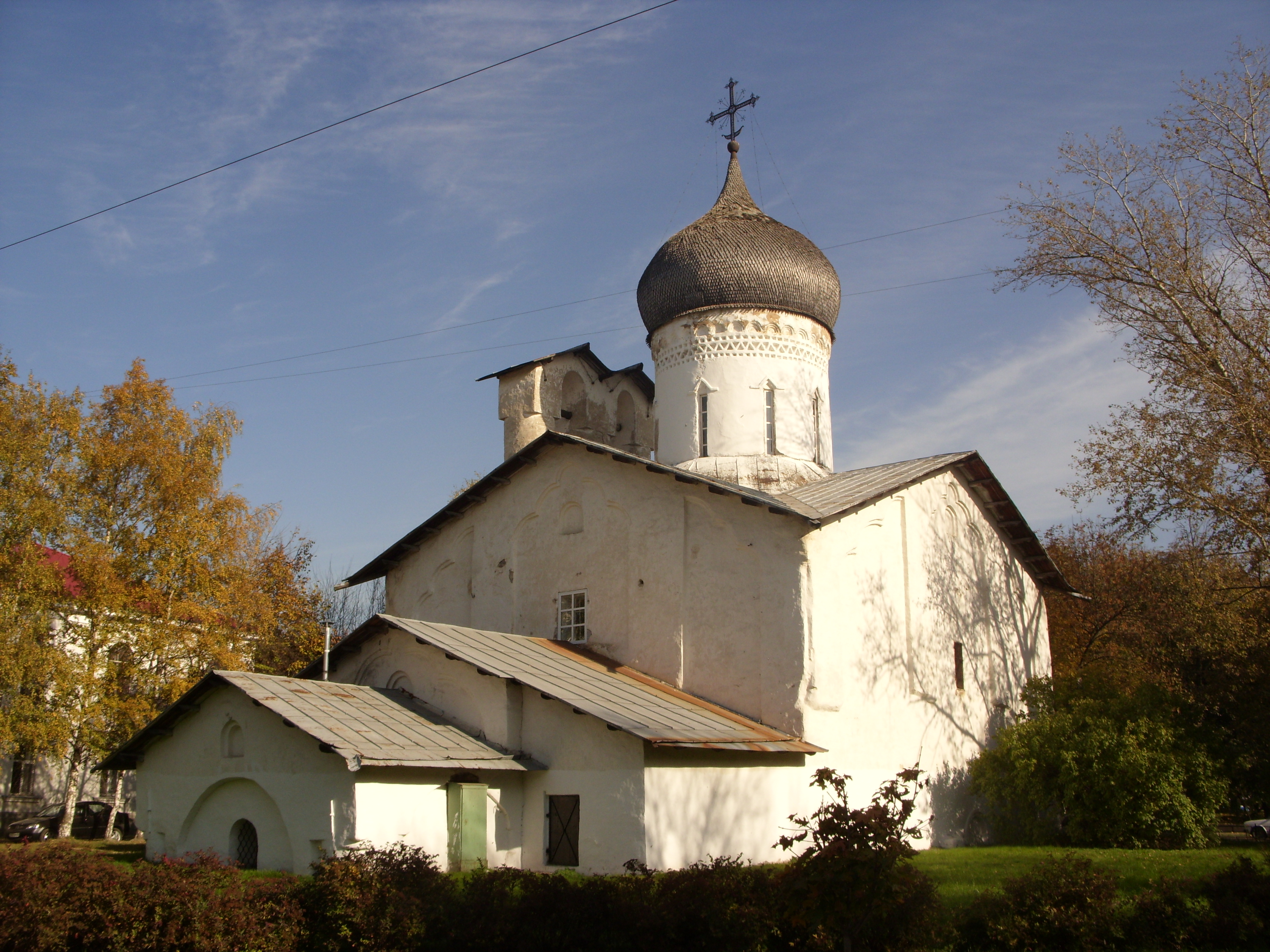
2010 год
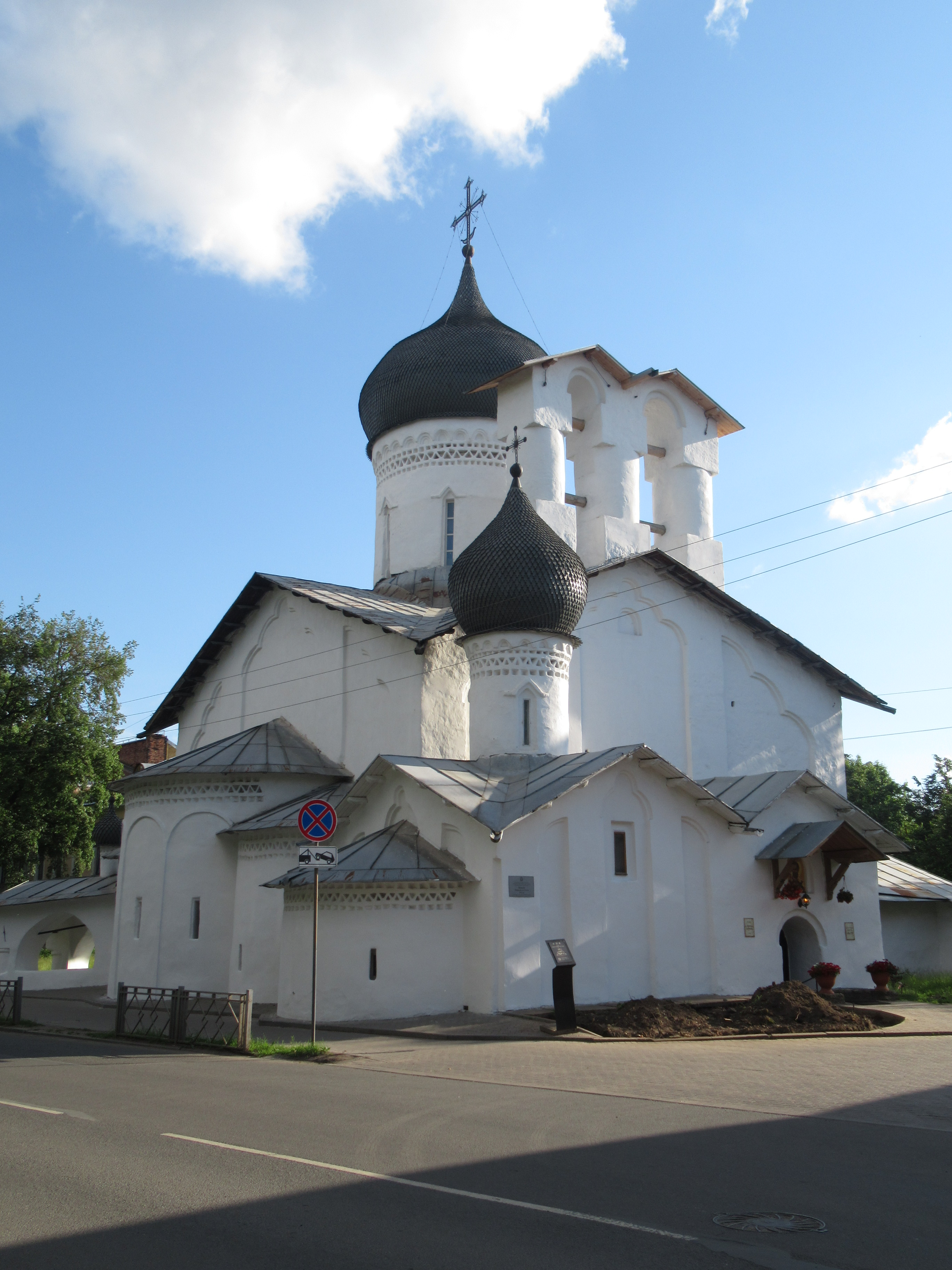
2021 год